# Georg Tanner (Abt)
Georg Tanner (* 16. Jahrhundert in Ebersberg; † 18. September 1645 in München) war ein Historiograph und über Jahrzehnte Abt des Klosters Weihenstephan. Nach Martin von Deutingers Darstellung machte sich um das Kloster keiner seiner Vorgänger („Vorfahren“) so verdient, wie Tanner.
Auf Tanner geht die gefälschte Urkunde zurück, die Weihenstephan das vermeintliche, weltweit älteste Gründungsjahr seiner Brauerei 1040 belegen soll.

## Biographie
Georg Tanner wurde im Ausklang des 16. Jahrhunderts in Ebersberg geboren. Seit dem 24. Juli war er Professe im Kloster Weihenstephan, am 19. Oktober 1618 wurde er als Nachfolger des im Vormonat verstorbenen Christoph Eiszepf Abt.
Mit dem Beginn seiner Amtszeit war der Dreißigjährige Krieg bereits seit einigen Monate im Gange. „In den ersten Jahren“ erschienen von Herzog Maximilian gesandte Kommissare, um dem Kloster sein silbernes Kirchen- und Tafelgeschirr zu Kriegsfinanzzwecken („in die Münzbank in München“) zu entwenden.
Am 29. September 1622 brannte die Hofmark Vötting ab, was dem Kloster erneut zu Buche schlug, als es für den Unterhalt der vielen obdachlosen Einwohner und den Wiederaufbau der Hofmark sorgte. Die Klosterkirche erweiterte er trotz den finanziellen Aufwendungen um ein Stockwerk, was aufgrund dessen flachem und nicht gewölbten Dach möglich war. Dieses neue Stockwerk versah er auch mit einem Getäfel.
Tanners Bitte an Kaiser Ferdinand um zollfreie Weindurchfuhr wurde in Form eines Passbriefes bewilligt.
Am 29. Juni 1625 wurden bei einem gewaltigen Unwetter angeblich mehrere tausende Bäume in den Wäldern des Klosters entwurzelt und seine Felder durch Hagel verwüstet.
Im Jahr 1632 wurde das Kloster erstmals direktes Ziel der in Bayern einfallenden Schweden, worunter insbesondere auch das klostereigene Archiv litt. Tanner legte wohl infolge dieser Zerstörung einen 254-seitigen Quartband der Geschichte des Klosters an. Die zugrundeliegenden Quellen gingen beim nächsten Einfall der Schweden ins Kloster verloren, Tanners ungedrucktes Werk selbst aber nicht. Nach Martin von Deutingers Schilderungen (1854) enthält Tanners Werk wenige Fehler („wenige Unrichtigkeiten“), nach einer neueren Darstellung (1972) „bringt [Tanner] manches durcheinander“. Später gelangte das Buch in den Besitz des ehemaligen Weihenstephaner Mönchs und Pfarrvikar von st. Andrä, Maurus Debler. Offenbar wurde das Werk mit Inhalten einschließlich der Jahre bis 1787 erweitert. Debler schenkte es im Jahr 1837 der Münchener Domkapitel-Bibliothek.
1634 fielen die Schweden abermals in der Umgebung des Klosters („Vötting und Bachern“) ein, verschonten aber das Kloster. Aufgrund der aber dem Kloster immensen auferlegten Steuern aufgrund des Krieges, verkaufte Tanner im Jahr 1639 einen Teil der Hofmark, um sie bezahlen zu können.
Tanner hatte nach Vermutung Bodo Uhls im Sinn, dem Kurfürsten das uneingeschränkte Braurecht des Klosters nachzuweisen. Dazu fälschte er zu einem unbekannten Zeitpunkt eine Urkunde. Ihr lag ein Bericht über einen Prozess zugrunde, der drei Jahrhunderte später stattgefunden hatte als in jener Urkunde behauptet. Tanners Werk, in dem gleichzeitig Bischof Egilbert von Freising als Geber des Braurechts genannt ist, wurde zum vermeintlichen Beweis für die angebliche Gründung der Weihenstephaner Brauerei im Jahr 1146, bzw. wie inzwischen behauptet, 1040.